# Schelle
Schelle är en kommun i Belgien.   Den ligger i provinsen Antwerpen och regionen Flandern, i den centrala delen av landet, 30 km norr om huvudstaden Bryssel. Antalet invånare är 8 433 invånare (2018). Schelle gränsar till Aartselaar, Hemiksem, Niel, Bornem, Rumst och Kruibeke. 
Runt Schelle är det i huvudsak tätbebyggt. Runt Schelle är det tätbefolkat, med 762 invånare per kvadratkilometer.  Klimatet i området är tempererat. Årsmedeltemperaturen i trakten är 10 °C. Den varmaste månaden är juni, då medeltemperaturen är 20 °C, och den kallaste är december, med 0 °C.